# Boží muka (Písnice)
Boží muka v Písnici v Praze stojí v parku mezi ulicemi K Vrtilce a Libušská. Jsou chráněna jako nemovitá kulturní památka České republiky.

## Historie
Boží muka pocházejí pravděpodobně z konce 18. nebo počátku 19. století.

## Popis
Kamenný sloup je umístěn na hranolovitém soklu. Je zakončen hlavicí se čtyřmi výklenky pod stanovou stříškou se zlaceným kovaným křížem. Stříšku kryjí bobrovky s hřebenovými prejzy na hranách. Na dříku uprostřed výšky sloupu je zlacený reliéf Panny Marie - Immaculaty v rozvilinovém rámci.